# ضاحية بودوكوتتي
بودوكوتتي رمزها «PU» (بالإنجليزية: Pudukkottai)‏ ، هو تقسيم إداري لدولة الهند تتبع ولاية تاميل نادو (بالإنجليزية: Tamil  Nadu)‏ ، مركزها هو مدينة بودوكوتتي (بالإنجليزية: Pudukkottai)‏ عدد سكانها حسب تعداد سنة 2001 هو 1,452,269 ، مساحتها 4,651 كم² وكثافة السكان 312 لكل كم² .